# Anomalon kusigematii
Anomalon kusigematii là một loài tò vò trong họ Ichneumonidae.